# Orkester
Orkester je glasbeno-instrumentalna zasedba, ki jo sestavlja večja skupina glasbenikov, izvajalcev na glasbene instrumente. Orkestre lahko delimo:
1. kvantitativno (glede na število izvajalcev oziroma velikost zasedbe): simfonični orkester, komorni orkester ...;
2. kvalitativno (glede na glasbene instrumente, ki tvorijo zasedbo): tamburaški orkester, pihalni orkester ...;
3. glede na zvrst glasbe, ki jo orkester izvaja: jazzovski orkester, revijski orkester ...

Orkestri, ki niso poimenovani po zvrsti glasbe ali jih ne tvorijo ljudski instrumenti, praviloma izvajajo resno, t. j. »klasično« glasbo. V splošnem se izraz dirigent orkestra v večini primerov nanaša na termin dirigent simfoničnega orkestra, v nasprotnem primeru je v uporabi pridevniška oznaka za zasedbo orkestra.
Polna velikost orkestra (okoli 100 glasbenikov) se imenuje simfonični ali filharmonični orkester. Tema dvema predponama navadno ne navajajo kakšne velike razlike v nekakšnem instrumentalnem pravu, vendar je lahko koristno za ločevanje dveh orkestrov, ki sta iz istega kraja (Dunajski simfonični orkester - Dunajski filharmonični orkester …). Simfonični orkester ima običajno več kot osemdeset članov, v nekaterih primerih celo več kot sto, vendar se število glasbenikov, zaposlenih pri nekem projektu, lahko spreminja glede na delo, ki se predvaja, in na velikost kraja, kjer se predvaja. Vodilni komorni orkestri lahko zaposlijo več kot petdeset glasbenikov, a navadno jih v komornem orkestru igra manj.
Za simfonični orkester je značilno, da je sestavljen iz štirih sorazmernih skupin podobnih glasbenih instrumentov, imenovanih godala, trobila, pihala, tolkala. Orkester, odvisno od velikosti, vsebuje skoraj vse standardne instrumente iz posameznih skupin. V zgodovini orkestra je bilo število instrumentov razširjeno s časom, pogosto so bili standardizirani na Beethovnovo obliko orkestra.

## Organizacija v orkestru
Vsaka instrumentalna skupina ima svojega tako imenovanega voditelja, ki je odgovoren za vodenje te skupine in za igranje solističnih delov skladbe. Violine so razdeljene v dve skupini: prve violine in druge violine, vsaka s svojim vodjo. Vodja prvih violin se po navadi imenuje koncertni mojster in velja za vodjo ne le godalne sekcije, ampak celotnega orkestra, saj se vsi člani orkestra nekako ravnajo po njem. Pozicija koncertnega mojstra je takoj za pozicijo dirigenta.
Naloga vodilnega pozavnista je, da vodi sekcijo nizkih trobil, medtem ko je naloga vodilnega trobentača, da vodi celotno trobilsko sekcijo (tudi vodilnega pozavnista). Večina oddelkov ima tudi asistenta vodje, ki vodji pomaga pri vodenju sekcij. V primeru prvih violin je v orkestru vedno pomožni koncertni mojster, ki v primeru odsotnosti koncertnega mojstra prevzame vodilno vlogo.
Sekcija godalcev igra skoraj vedno unisono (vsi igrajo isto), razen v primeru deljenih not (diviza). Če je v skladbi solistični del, na primer pri violinah, po navadi to igra koncertni mojster. Vsak pihalec in trobilec v orkestru generalno igra svoje note (ne igrajo unisono) ampak to niso solistični parti. Sekcija tolkalcev igra parte, ki jih dodeli vodilni tolkalec. V sodobnem času glasbenike po navadi usmerja dirigent. V prejšnjih orkestrih ni bilo dirigentov in so tako celotno skladbo vodili koncertni mojstri. Nekateri moderni orkestri tudi dandanes igrajo brez dirigentov, kar jim seveda oteži delo. A to so navadno manjši orkestri in takšni, ki prikazujejo, kako so včasih igrali. V takšnih orkestrih se uporabljajo tudi drugačni instrumenti (na primer v baročnem orkestru igrajo na baročna godala).
Najpogosteje se v repertoarju za simfonični orkester izvajajo skladbe iz obdobja klasike ali romantike in seveda opera. Vendar se simfonični orkester veliko uporablja tudi v popularni in filmski glasbi.

## Citati
- Han Fei (295 pr. n. št. - 233 pr. n. št.): iz njegovih spisov lahko povzamemo, da je spadalo k orkestru kitajskega cesarskega dvora 300 ustnih orgel (Yu). Ko je nekoč neki vladar prosil, da bi slišal vsakega glasbenika posebej, jih je nekaj ušlo.

## Seznami
- seznam slovenskih orkestrov
- seznam orkestrov